# Pantopsalis luna
Pantopsalis luna is een hooiwagen uit de familie Monoscutidae. De wetenschappelijke naam van de soort is als Megalopsalis luna voor het eerst geldig gepubliceerd door Forster in 1944.
De soort komt alleen voor in Nieuw-Zeeland.